# Porcelaine froide
Pour les articles homonymes, voir Porcelaine (homonymie).

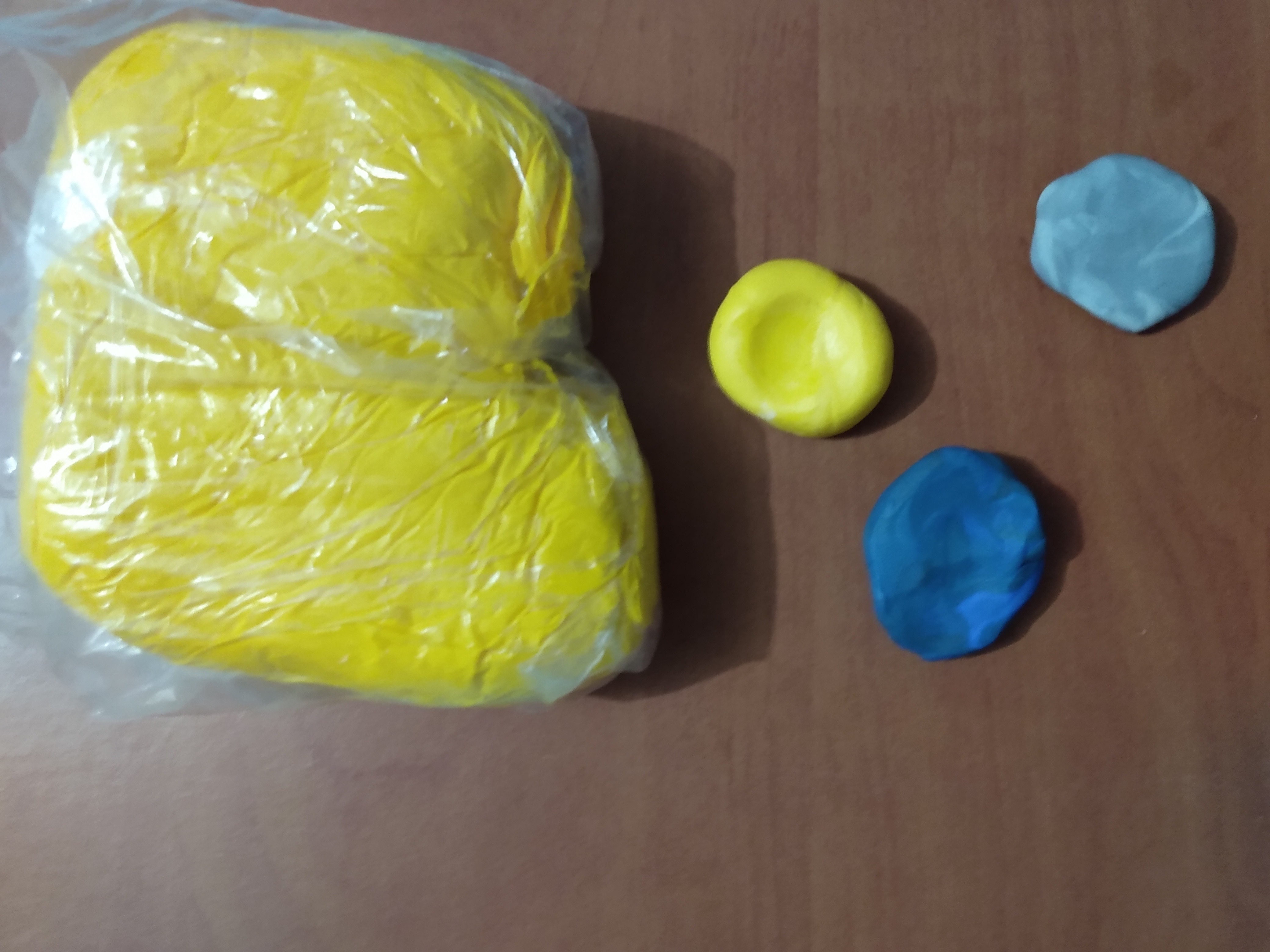
Porcelaine froide

La porcelaine froide (aussi appelée pâte à maïs, porcelaine à modeler, PAM, masa francesa ou  porcelanicron) est une pâte non toxique destinée au modelage, très malléable, que l'on peut fabriquer soi-même.

## Présentation
La porcelaine froide n'a rien de commun avec la véritable porcelaine. Elle est plus proche de la pâte à sel de par sa composition à base de produits végétaux (fécule et colle à base d'amidon), mais le rendu n'est pas le même. Elle est très résistante à l'humidité et les objets modelés n'ont pas besoin d'être cuits mais sèchent à l'air. Elle n'est pas comestible. 
Il ne faut pas la confondre avec la pâte Fimo et la pâte Cernit qui sont des pâtes polymères.

## Origines
Cette pâte nous vient d'Amérique latine où l'on trouve des revues, des ateliers et des émissions télévisées spécialisées. Les plus célèbres modeleurs de porcelaine froide se trouvent d'ailleurs dans ces pays : Argentine et Brésil (Iara Oliveira, Jorge Rubbice, Leticia Suarez del Cerro, Anna Modugno, Wilson Cabral, Flávia Nobrega, Bety Artesanias, Fabiana Simonetti, Diego Dutra, etc.).

## Ingrédients et préparation
Pour confectionner cette pâte, il faut de la colle vinylique (Cléocol Cléopâtre ou Bib extra-forte séchage rapide Giotto ou vinyl'Ecole), de la farine végétale (amidon de maïs appelé aussi fécule ou fleur), de l'huile végétale (colza) ou de l'huile minérale (glycérine, paraffine), du jus de citron ou du vinaigre d'alcool blanc pour la conservation, suivant les recettes. Il suffit de la cuire au micro-ondes (ou à la casserole anti-adhésive) et de la teinter à la gouache, à l'acrylique, aux pigments ou à la peinture à l'huile, pour avoir un mélange coloré (la pâte fonce de 2 à 3 tons en séchant). Il faut la malaxer avec une noix de crème de soin non grasse et la laisser refroidir bien emballée dans un film étirable, à l'abri de l'air.

## Utilisation
La pâte à maïs permet de composer des sujets divers: personnages, bijoux, etc.